# 雷以鎮
雷以鎮，中國清朝官員，本籍中國江蘇。雷以鎮於1859年（咸豐9年）接替王衢，於台灣擔任台灣府台灣縣知縣。管轄約今台灣南部之嘉義縣、嘉義市、台南縣、市全境及高雄縣部份區域。該區域面積約為4500平方公里，也是清治時期台灣島之漢人集中地所在。
同治元年（1862年）戴潮春事件爆發之前，時任彰化縣令，戴潮春率軍攻彰化縣城之後，雷以鎮因持齋宗（齋教徒）信仰，手持金剛經入菜堂，因戴潮春念在寡嫂羅氏亦為齋教徒之故，留予雷以鎮一條生路。
| 前任： 王衢 | 台灣府台灣縣知縣 1859年上任 | 繼任： 于湘蘭 |